# Snowflakes Are Dancing
Snowflakes Are Dancing is het eerste studioalbum van Isao Tomita dat in de Westerse wereld werd uitgegeven. Het platenlabel is RCA Victor, destijds befaamd om de goede geluidstechniek bij opname en persingen van langspeelplaten. Tomita maakte er destijds de gewoonte van muziek uit de klassieke muziek via een arrangement om te zetten naar muziek voor synthesizers. Deze waren destijds voor die tijd geavanceerd. De eerste componist wiens werken werden bewerkt was Claude Debussy. Deze componist schreef zeer idyllische muziek en de klanken die Tomita genereerde met zijn synthesizers zijn ook zeer licht.
Het probleem was, dat liefhebbers van klassieke muziek een dergelijk album vervloekten en dat liefhebbers van elektronische muziek de bewerkingen van de klassieke muziek niet waardeerden. Hierbij speelde mee dat de muziek van Debussy minder bekend is bij het grote publiek dan bijvoorbeeld de Schilderijen van een tentoonstelling; dat als basis diende voor zijn volgend album. Het album was in de categorie klassieke muziek, een van de beste verkochte albums van 1974. In Nederland bleef het album vrij onopgemerkt.
De titel van het album wijkt af van de Engelstalige titel die Debussy aan zijn werk gaf: The Snow Is Dancing. Ook de naam Golliwog is niet geheel juist gespeld.

## Musici
- Isao Tomita – toetsinstrumenten.

## Tracklist
Allen van Claude Debussy, bewerkt door Tomita

| Nr. | Titel                                                     | Duur |
| --- | --------------------------------------------------------- | ---- |
| 1.  | Snowflakes Are Dancing (Debussy: Children’s Corner nr. 4) | 2:10 |
| 2.  | Reverie(s)                                                | 4:44 |
| 3.  | Gardens in the Rain (Estampes nr. 3)                      | 3:41 |
| 4.  | Clair de lune (Suite bergamasque nr. 3)                   | 5:48 |
| 5.  | Arabesque nr. 1                                           | 3:57 |
| 6.  | The Engulfed Cathedral (Préludes boek 1, nr. 10)          | 6:18 |
| 7.  | Passepied (Suite bergamasque nr. 4)                       | 3:17 |
| 8.  | The Girl with the Flaxen Hair (Préludes boek 1, nr. 8)    | 3:25 |
| 9.  | Golliwog’s Cakewalk (Children’s Corner nr. 6)             | 2:50 |
| 10. | Footprints in the Snow (Préludes boek 1, nr. 6)           | 4:30 |

| Nr. | Titel                                                                  | Duur  |
| --- | ---------------------------------------------------------------------- | ----- |
| 11. | Prelude to the Afternoon of a Faun (Prélude à l'après-midi d'un faune) | 10:18 |

Van het album verscheen een officiële single: Clair de lune met B-kant Arabesque nr. 1.